# Tulip (Stati Uniti d'America)
Tulip è un'unincorporated community degli Stati Uniti d'America, nella Contea di Greene, nello Stato dell'Indiana.
Fa parte della township di Highland.